# Badminton
Il badminton (o volano) è uno sport che consiste nel colpire con una racchetta un oggetto leggero di forma conica aperta, chiamato volano, facendogli oltrepassare la rete e mandandolo nella metà campo opposta, dove dovrà essere ribattuto al volo dall'avversario.
Tra i più veloci sport di racchetta, nel badminton sono necessarie prestanza fisica, agilità e prontezza di riflessi. L'effetto è spettacolare con scambi rapidi, cambi di fronte e movimentati recuperi.
Si gioca in singolo maschile o femminile, doppio maschile o femminile o doppio misto su un campo rettangolare diviso da una rete alta 1,55 m alle estremità (pali di sostegno) e 1,510 m al centro. Non ci sono differenze di altezza rete fra uomini e donne. 
Le competizioni agonistiche internazionali vengono praticate solamente al coperto: data l'elevata leggerezza dei volani, anche un piccolissimo alito di vento potrebbe deviare la loro traiettoria. Si svolgono tornei estivi di beach badminton sulle spiagge.

## Storia

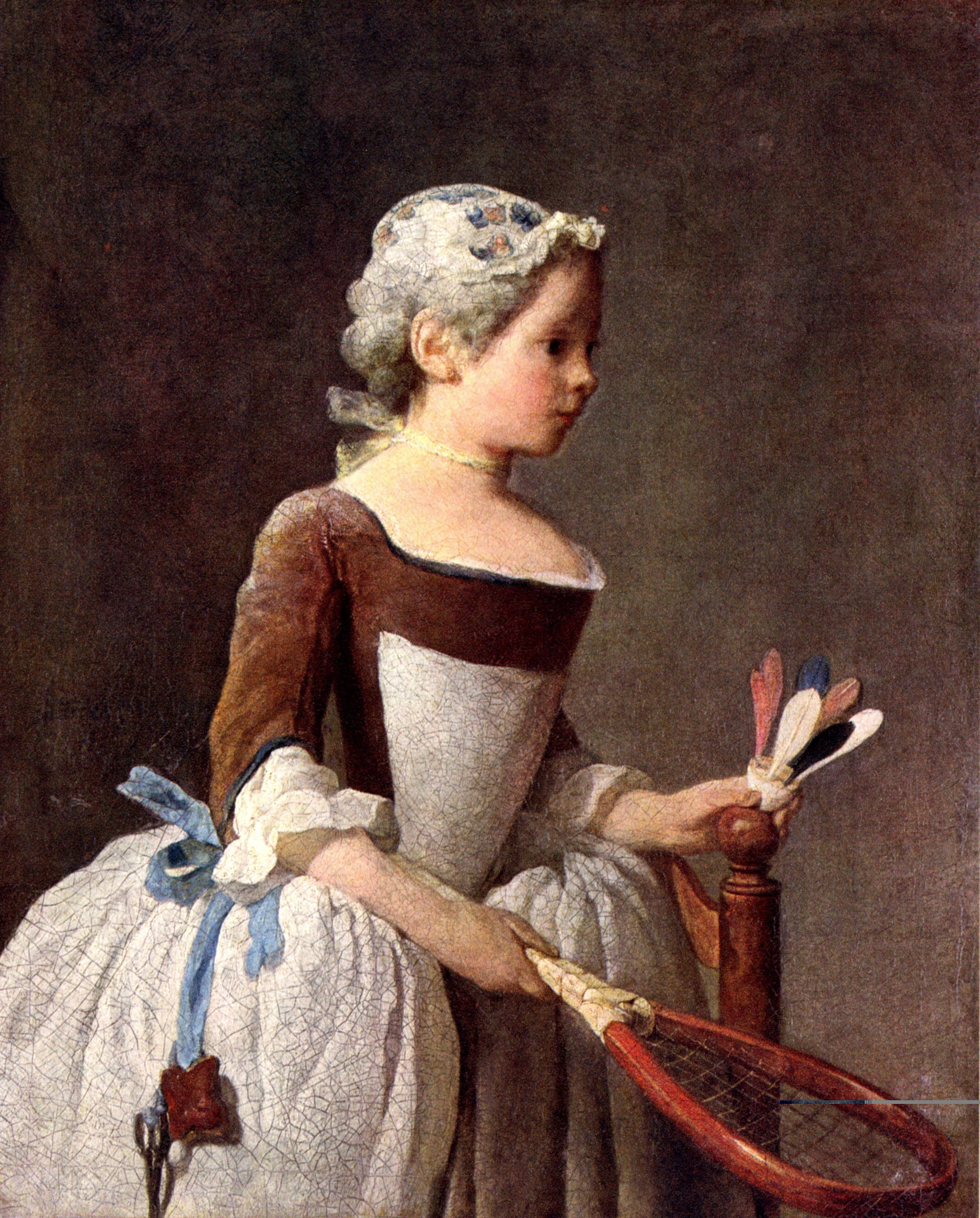
Jean-Baptiste-Siméon Chardin, Ragazza col volano, 1740 circa

Il badminton ha radici antichissime, ma un tempo veniva praticato con un regolamento differente, che fu modificato durante i secoli della sua storia. Si ritiene che questo gioco sia stato portato in Europa da alcuni ufficiali inglesi dalla città di Pune, in India, quindi abbia preso nome dal castello, Badminton House, in cui fu giocato la prima volta come sport nel 1860, poi fu regolamentato da un colonnello inglese in India nel 1874.
Il badminton è diventato sport olimpico alle Olimpiadi di Barcellona nel 1992, dopo essere stato uno sport dimostrativo alle Olimpiadi di Seul nel 1988. Il gioco del badminton è stato ripreso anche in alcuni film, come la versione animata di Robin Hood, nel quale Lady Cocca scambia alcuni passaggi con Lady Marian.

## Attrezzatura e gioco
Il badminton è uno sport che si gioca in singolo o in coppia su di un campo rettangolare diviso da una rete alta 1,55 m alle estremità e di 1,52 m al centro. Non ci sono differenze di altezza rete fra uomini e donne. Il campo è, invece, lungo 13,4 m e largo 5,2 m o 6,1 m (coppia); inoltre nel doppio al momento del servizio (battuta iniziale), siccome è praticato solamente da un giocatore per coppia, viene accorciato il campo di un'area equivalente a quella che è stata aggiunta lateralmente. Il gioco consiste nel colpire un volano con una racchetta facendogli oltrepassare la rete e mandandolo nella metà campo opposta dove dovrà essere ribattuto al volo dall'avversario. 
Nel badminton si utilizzano la racchetta e il volano apposito: la racchetta, simile a quella da tennis, è lunga 68 cm. e può essere in metallo o fibra di carbonio mentre il suo peso può variare dagli 85 ai 140 grammi. Il volano è costituito da due parti fondamentali: una base in sughero, che ha la forma di una semisfera, e 14-16 piume d'oca disposte circolarmente attorno alla base. I volani possono essere anche di materiale sintetico. La base è la parte più pesante dell'attrezzo, ecco perché, in qualsiasi modo venga lanciato, il volano ricade sempre dalla parte della base. Il peso complessivo del volano varia da 4,74 grammi a 5,50 g. 
Tra i più veloci sport di racchetta, il badminton è uno sport in cui si rendono necessarie prestanza fisica, agilità e prontezza di riflessi. L'effetto è spettacolare con scambi rapidi, cambi di fronte e movimentati recuperi. Possono sfidarsi, oltre a due giocatori (singolare), anche due coppie dello stesso sesso (doppio maschile o doppio femminile), o due coppie formate da giocatori di entrambi i sessi (doppio misto).
Ogni giocatore o coppia prende posizione su un lato della rete, su un campo rettangolare delimitato da linee. Lo scopo del gioco è di colpire un volano usando una racchetta e facendolo passare sopra la rete in modo che l'avversario non riesca a rispedirlo indietro prima che tocchi terra e al contempo facendo sì che non atterri al di fuori dei limiti del campo. Ogni volta che si ottiene ciò, il giocatore o la coppia guadagnano un punto. Il primo giocatore o coppia che ottiene 21 punti (sul 20 pari si può proseguire fino a 30 finché non si hanno 2 punti di vantaggio) vince un set. Un incontro di badminton può essere composto da un qualsiasi numero dispari di set (normalmente 3). Il vincitore dell'incontro è il primo a vincere più della metà dei set (ovvero a vincerne 2 su 3, o 3 su 5 e così via).

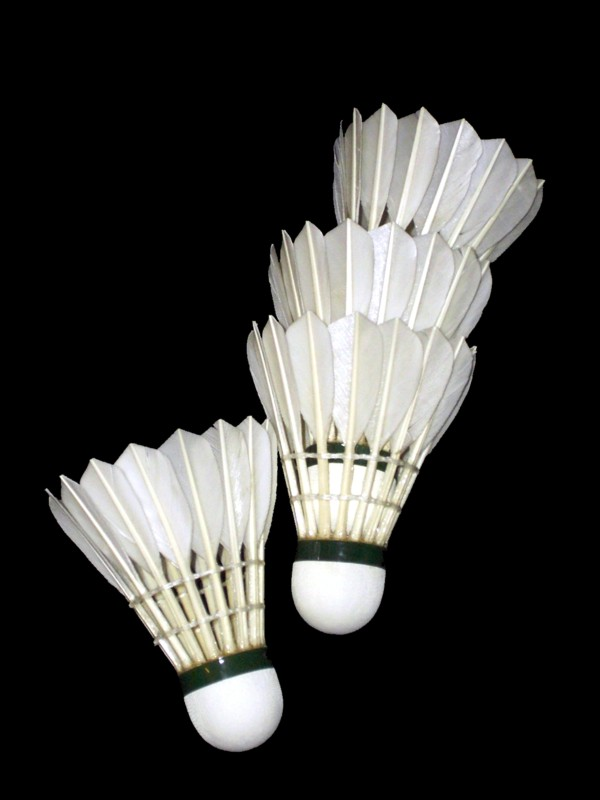
Volani

## Tecnica
Durante il gioco si possono usare svariati tipi di colpi, tra i quali i più importanti sono: Clear, che è un colpo che manda il volano in fondo campo e che serve a fare indietreggiare l'avversario il più possibile, e si distingue in offensivo e difensivo: offensivo quando ha la traiettoria tesa e di conseguenza veloce, difensivo quando invece ha una traiettoria alta e lenta; Drop, che è un colpo nel quale il giocatore mette poca forza, poiché il suo scopo è quello di mandare il volano il più possibile vicino alla rete colpendolo da fondocampo, e si distingue anch'esso in difensivo e offensivo: difensivo quando ha la traiettoria lenta e cade molto vicino alla rete, offensivo quando cade leggermente più lontano dalla rete con traiettoria tesa e più veloce; il colpo risolutore del badminton è lo Smash, cioè la schiacciata, che viene eseguito molte volte con il salto: è il colpo più veloce del gioco e in questi casi il volano può superare anche i 50 km/h, tutti questi colpi vengono spesso eseguiti da fondo campo.
Infatti, quando si gioca "a rete", cioè nei pressi della rete, si usano colpi con nomi diversi: tramite il Lift si alza il volano a fondocampo (anche questo colpo può essere distinto tra offensivo e difensivo: difensivo quando il lift è alto e "a campana", offensivo quando invece il colpo è teso e veloce, in modo da dare meno tempo all'avversario per tornare a centro campo); il Cut (detto anche Spin Drop) è un colpo che da sotto rete cerca di mandare il volano il più possibile corto e basso dall'altra parte (viene chiamato Cut o Spin perché il volano viene "tagliato" tramite un determinato movimento, e quindi il volano gira su se stesso mentre effettua la traiettoria); il Kill costituisce la cosiddetta chiusura a rete, equiparabile allo smash prima citato.
Questi sono i colpi principali del badminton, ma ne esistono varianti che modificano lo stile di gioco di ogni atleta che pratica questo sport.

## Organizzazione
L'organizzazione è formata da 166 nazioni di tutti i continenti che aderiscono alla Badminton World Federation (BWF).

### Organi di governo
Il Badminton World Federation (BWF) è l'organo di governo riconosciuto a livello internazionale di questo sport responsabile per la conduzione di tornei e si avvicina il fair play. Cinque confederazioni regionali sono associati al BWF:
- Asia: Badminton Asia Confederation (BAC)
- Africa: Badminton Confederation of Africa (BCA)
- America: Badminton Pan Am (Nord America e Sud America appartengono alla stessa confederazione; BPA)
- Europa: Badminton Europe (BE)
- Oceania: Badminton Oceania (BO)

## Tornei

### Africa
- African Badminton Championships
- African Junior Badminton Championships

### America
- Pan Am Badminton Championships
- Pan Am Junior Badminton Championships

### Asia
- Badminton Asia Championships
- Badminton Asia Team Championships
- Badminton Asia Mixed Team Championships
- Badminton Asia Junior Championships
- Badminton Asia Under 17 & Under 15 Junior Championships

### Europa
- Campionati europei
- European Men's and Women's Team Badminton Championships
- Campionato europeo a squadre miste
- European Junior Badminton Championships
- European U15 Badminton Championships
- European Senior Badminton Championships
- European Badminton Circuit
- Europe Cup (badminton)

### Oceania
- Oceania Badminton Championships

### Italia
- M.Dozio Badminton Championships

Due eventi sono stati sospesi:
- Helvetia Cup, European B Team Badminton Championships
- Finland Cup, European B Junior Team Badminton Championships